# Horyszkówka
Horyszkówka (ukr. Горишківка) – wieś na Ukrainie, w obwodzie winnickim, w rejonie tomaszpolskim.
Dawniej miasteczko. W czasach Rzeczypospolitej leżała w województwie bracławskim. Odpadła od Polski w wyniku II rozbioru.